# Chaîne des Lacs
La Chaîne des Lacs (Chain of Ponds) est une série de lacs comprenant d'amont en aval les lacs Round Pond, Natanis Pond, Long Pond,  Bag Pond et Lower Pond situés près de Eustis (Maine) dans le comté de Franklin Maine, États-Unis).

## Géographie
Les lacs, situés à 8km de Coburn Gore s'écoulent dans la rivière North Branch Dead sur plusieurs kilomètres avant d'être rejointe par la rivière South Branch Dead et se jeter dans le Lac Flagstaff à Eustis, pour former la rivière Dead. 